# Hisashi Nozawa
Hisashi Nozawa (jap. 野沢 尚, Nozawa Hisashi; * 7. Mai 1960 in Nagoya; † 28. Juni 2004 in Tokio) war ein japanischer Schriftsteller und Drehbuchautor.
Nozawa begann bereits während seiner Schulzeit 8-mm-Filme zu drehen und gewann nach dem Abschluss eines Filmstudiums 1983 den Kido-Preis. 1985 debütierte er als Drehbuchautor für die Fernsehserie Koroshite, Anasha. Es folgten weitere Drehbücher für Fernsehen und Film; so schrieb er das Buch für Takeshi Kitanos Debütfilm Violent Cop.
Als Romanautor erhielt Nozawa 1997 den Edogawa-Rampo-Preis für Hasen no marisu. Mit dem Yoshikawa-Eiji-Preis für junge Autoren wurde er 2001 für den Roman Shinku ausgezeichnet, der 2005 verfilmt wurde. Für den Roman Hanran no boyaju erhielt er im Folgejahr den Preis des japanischen Kulturministeriums.